# Acalypha foliosa
Acalypha foliosa é uma espécie de flor do gênero Acalypha, pertencente à família Euphorbiaceae.